# 冀州区
冀州区（きしゅう-く）は中華人民共和国河北省衡水市に位置する市轄区。

## 歴史
隋朝により開皇初年に設置された長楽県を前身とする。隋の時代はこの県の西部が沢城県と呼ばれていた。606年（大業2年）に信都県が廃止となり長楽県に編入。唐朝が成立すると信都県と改称された。905年（天祐2年）に堯都県と改称されたが、後梁が成立すると信都県と改称された。
1369年（洪武2年）、明朝は信都県を廃止、管轄区域は冀州直轄とされた。1913年（民国2年）、州制廃止に伴い冀県と改称、1958年には廃止され衡水県に編入されたが、1961年に冀県を再設置、1993年に冀州市に改編され、2016年に冀州区に改編され現在に至る。

## 行政区画
- 鎮:冀州鎮、官道李鎮、南午村鎮、周村鎮、碼頭李鎮、西王鎮
- 郷:門家荘郷、徐家荘郷、北漳淮郷、小寨郷